# ダシアティタン
ダシアティタン（Daxiatitan）は、2008年、中華人民共和国の甘粛省において、後期白亜紀の地層より最初に発見されたティタノサウルス類の一属。これまでに、少なくとも数個の頸椎、肩帯や大腿骨が記載されている。

## 記載論文
1. ↑  You, H.-L.; Li, D.-Q.; Zhou, L.-Q.; and Ji, Q (2008). “Daxiatitan binglingi: a giant sauropod dinosaur from the Early Cretaceous of China”. Gansu Geology 17 (4):  1–10.